# Brian Hastings
Brian Hastings (Luzerne County, 24 juni 1988) is een Amerikaans professioneel pokerspeler. Hij won onder meer het $10.000 Heads-Up No-Limit Hold'em-toernooi van de World Series of Poker 2012 (goed voor $371.498,- aan prijzengeld) en zowel het $10.000 Seven Card Stud Championship als het $1.500 Ten-Game Mix-toernooi van de World Series of Poker 2015 (goed voor $239.518,- en $133.403,-).
Hastings verdiende tot en met november 2021 meer dan $4.318.000,- in pokertoernooien, opbrengsten uit cashgames niet meegerekend.

## Wapenfeiten
Hastings meldde zich in 2008 voor het eerst aan het loket voor het ophalen van een geldprijs in het professionele pokercircuit, na een derde plaats in een No Limit Hold'em-toernooi, goed voor $2.689,-. Drie jaar later speelde hij zich voor het eerst in het prijzengeld in een evenement van de World Series of Poker (WSOP). Dit was een €10.000 + 400 Mixed No Limit Hold'em-toernooi dat deel uitmaakte van de World Series of Poker Europe 2011. Hastings eerste geldprijzen op de World Poker Tour volgden in 2012, evenals die in de originele Amerikaanse editie van de World Series of Poker. De eerste keer dat hij zich hierop in het prijzengeld speelde, won hij meteen zijn eerste WSOP-titel. Hij versloeg 151 andere spelers in een één-tegen-één afvaltoernooi en schreef zo de $10.000 Heads-Up No-Limit Hold'em-titel op zijn naam.
Nadat vierde plekken zijn beste resultaten waren op zowel de WSOP 2013 als de WSOP 2014 won Hastings tijdens de WSOP 2015 in één week tijd zijn tweede en derde WSOP-titel. Eerst troefde hij 90 anderen af in een $10.000 Seven Card Stud Championship-toernooi en vervolgens versloeg hij 379 tegenstanders in $1.500 Ten-Game Mix. 

## WSOP-titels
| Jaar                       | Toernooi                                               | Prijs      |
| -------------------------- | ------------------------------------------------------ | ---------- |
| World Series of Poker 2012 | $10.000 Heads-Up No-Limit Hold'em                      | $371.498,- |
| World Series of Poker 2015 | $10.000 Seven Card Stud Championship                   | $239.518,- |
| World Series of Poker 2015 | $1.500 Ten-Game Mix                                    | $133.403,- |
| World Series of Poker 2018 | $3.000 H.O.R.S.E.                                      | $233.202,- |
| World Series of Poker 2021 | $10.000 Seven Card Stud Hi-Lo 8 or Better Championship | $352.958,- |
| World Series of Poker 2022 | $10.000 Limit 2-7 Lowball Triple Draw Championship     | $292.146,- |